# Vincenzo Capelli
Vincenzo Capelli (ur. 26 października 1988 r. w Rzymie) – włoski wioślarz.

## Osiągnięcia
- Mistrzostwa Świata U-23 – Glasgow 2007 – czwórka ze sternikiem – 1. miejsce[1].
- Mistrzostwa Świata U-23 – Račice 2009 – czwórka ze sternikiem – 2. miejsce[1].
- Mistrzostwa Świata U-23 – Brześć 2010 – czwórka bez sternika – 1. miejsce[1].
- Mistrzostwa Europy – Montemor-o-Velho 2010 – czwórka bez sternika – 4. miejsce[1].